# Блох, Иммануил
Иммануил Блох (Immanuel Felix Bloch; род. 16 ноября 1972, Фульда) — немецкий физик-экспериментатор, специалист в области квантовой физики. Доктор философии (2000), профессор, член Леопольдины (2011), иностранный член НАН США (2025). Научный руководитель Института квантовой оптики общества Макса Планка, профессор Мюнхенского университета. Clarivate Citation Laureate (2022).
В 1991—1995 гг. изучал физику в Боннском университете. Дипломировался под началом Dieter Meschede. В 1997—1998 гг. в Стэнфорде.
Степень доктора философии по физике получил в Мюнхенском университете — под руководством Теодора Хенша. С 2000 года работал под того же непосредственным началом в Институте квантовой оптики общества Макса Планка. Уже в 2003—2009 гг. фул-профессор Майнцского университета. В 2009 году возвратился в Мюнхен.

## Награды и отличия
- Philip Morris Forschungspreis (2000, 2007)
- Otto Hahn Medal (2002)
- Rudolf-Kaiser-Preis (2002)
- Премия имени Лейбница (2005)
- Премия Кёрбера (2013)
- Премия Харви (2015)
- Lise Meitner Distinguished Lecture[англ.] (2020)
- Clarivate Citation Laureate (2022)

Награждён орденами «За заслуги перед Федеративной Республикой Германия» (2005) и баварским Максимилиана «За достижения в науке и искусстве» (2021).